# 衛藤利恵
衛藤 利恵（えとう りえ、1973年9月29日 - ）は、東京都出身のシンガーソングライター。
日本人の父親と中国人の母親の間に生まれる。8歳の頃オーストリアに長期留学し、ウィーン大学で通訳を学んでいた時に日本のレコード会社からのスカウトを受ける。1994年11月30日『天使の微笑』で歌手デビューし、2000年10月1日には、amber名義で『high & low』をリリース。
その後もシンガーソングライター、放送パーソナリティーなどで活躍を繰り広げている。日本語、英語だけでなく、ドイツ語、フランス語、中国語などにも堪能であり、かつてNHKのテレビドイツ語講座でコーナーを持っていたこともある。以前は、アミューズに所属していた。
クレジットにはrie etoと表記されることもある。

## 音楽

### シングル
|   | 発売日         | 規格品番  | タイトル           | c/w            | 収録アルバム                  | 備考                                              |
| - | -------------- | --------- | ------------------ | -------------- | ----------------------------- | ------------------------------------------------- |
| 1 | 1994年11月30日 | AMDM-6124 | 天使の微笑         | 未来の風       | Single collection(#1,2)       | 日本テレビ系ドラマ『静かなるドン』挿入歌          |
| 2 | 1995年3月10日  | AMDM-6129 | sometime something | for me         | Single collection(#1,2)       | 三菱銀行『'95フレッシャーズキャンペーン』CMソング |
| 3 | 1995年10月10日 | AMDM-6144 | The GIRL           | DEAR FARMER    | Single collection(#1)         | 日本リーバ『LUX 洗顔フォーム』CMソング            |
| 4 | 1996年2月25日  | AMDM-6156 | この海へ           | 泣いたカラスよ | Single collection(#1)         | 日本テレビ系『知ってるつもり?!』EDテーマ          |
| 5 | 1996年6月25日  | AMDM-6164 | ひまわり           | 君と僕の帰り道 | 6 Months 11 Dreams(#1,2)      |                                                   |
| 6 | 1997年5月25日  | AMDM-6188 | Paysage            | Key Of Love    | Love Can Smooth The Way(#1,2) |                                                   |
| 7 | 1997年8月10日  | AMDM-6203 | Paradise In Me     | 空の目 水の目  | Love Can Smooth The Way(#1,2) | NHK・ドラマ新銀河『ママだって夏休み』主題歌       |
|   | 2000年10月1日  | UFPB-026  | High & low ep      | Sacrifice      | 2:00AM or later(#1)           | amber名義                                         |

### アルバム
|   | 発売日         | 規格品番   | タイトル                | 備考      |
| - | -------------- | ---------- | ----------------------- | --------- |
| 1 | 1995年4月25日  | AMCM-4218  | Be there                |           |
| 2 | 1996年4月25日  | AMCM-4235  | Single collection       |           |
| 3 | 1996年7月25日  | AMCM-4259  | 6 Months 11 Dreams      |           |
| 4 | 1997年9月25日  | AMCM-4328  | Love Can Smooth The Way |           |
| 5 | 1998年6月3日   | MVCH-29021 | French Connection       |           |
|   | 2000年10月18日 | UUCH-1004  | 2:00AM or later         | amber名義 |

### 参加作品
- 電気グルーヴ『The Last Supper』（2001年）- 『カフェ・ド・鬼』『N.O.（Nord Ost）』にて参加
- L'Arc〜en〜Ciel「EXISTENCE」（2005年）「CHASE」（2011年）「wild flower」（2012年）

## 出演

### テレビ番組
- SHOWBIZ COUNTDOWN（テレビ愛知　ナレーター）
- ドイツ語会話（NHK教育）2002年度
- THE夜もヒッパレ（日本テレビ）
- 東京ミュウミュウ（テレビ東京 マリ・マクガイア役）2002年

### ラジオ番組
- TOWER RECORDS TOWER STREET RADIO（TOKYO FM系）
- Sparkling Factory（bayfm）
- Come on FUNKY Lips!（文化放送）1994年4月 - 1994年12月

### 機内放送
- ANA SOUND SHOWER（ANA　機内放送）

### CM
- 三菱銀行
- ユニリーバ「ラックス洗顔フォームローションイン」

### 映画
- アトランタ・ブギ（1996年）- 「ブックメイカーに勤務する女」役[1]